# Peritrichia capicola
Peritrichia capicola är en skalbaggsart som beskrevs av Fabricius 1781. Peritrichia capicola ingår i släktet Peritrichia och familjen Melolonthidae. Inga underarter finns listade i Catalogue of Life.